# فرقة سيناء (إسرائيل)

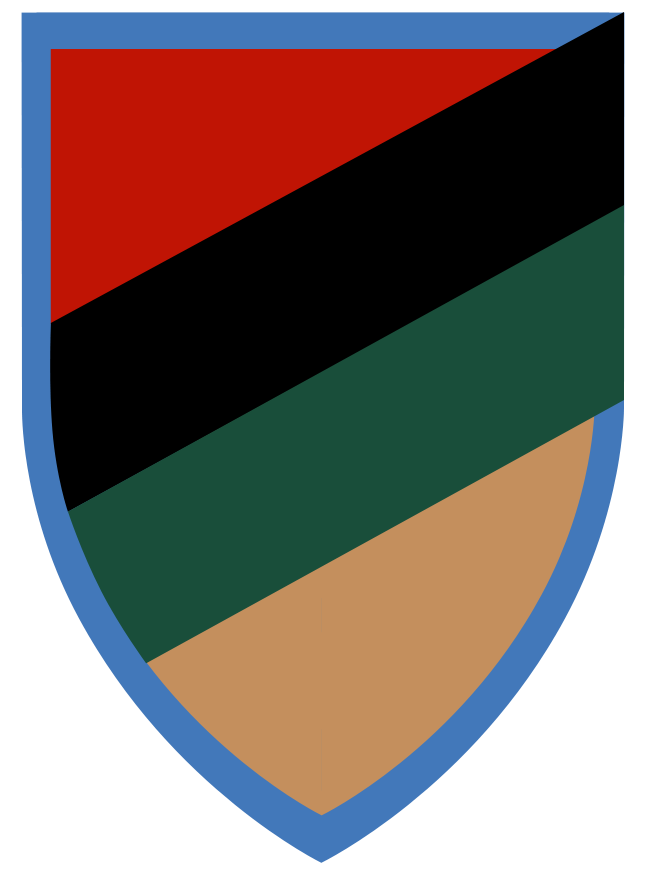

الفرقة 252 المدرعة «سيناء» ((بالعبرية: עוצבת סיני) هي فرقة تابعة للجيش الإسرائيلي تحت القيادة الإقليمية الجنوبية تشكلت عام 1968، وكانت أول فرقة دائمة في الجيش الإسرائيلي. اعتبارًا من يوليو 2016، كان يقودها العميد سار تسور.

## التاريخ
تم إنشاء الوحدة في عام 1968 في محاولة لتوحيد القوات الإسرائيلية المدرعة في سيناء، والمشاركة بنشاط في حرب الاستنزاف. كما قامت لاحقا بدور نشط في حرب اكتوبر. خلال حرب لبنان 1982، عملت على الجناح الشرقي للقوات الإسرائيلية التي توغلت في لبنان. في القرن الحادي والعشرين، تم تكليف الفرقة بتأمين الحدود مع مصر.

## الوحدات
- الفرقة 252 المدرعة «سيناء» (الاحتياطية)
  - اللواء العاشر المدرع هارئيل" (احتياطي)
  - اللواء 12 مشاة "النقب"
  - اللواء 14 المدرع «ماتشاتز / بيسون» (احتياطي)
  - اللواء 646 مظلات «سكاي فوكس» (احتياطي)
  - الفوج 425 مدفعية «شعلة النار» (احتياطي)
  - كتيبة إشارة الفرقة